# Espigón de La Ribera
El Espigón de La Ribera es un espigón del siglo XVIII situada en la ciudad española de Ceuta. Está situado en el extremo suroeste de la Muralla Real del Conjunto Monumental de las Murallas Reales.

## Historia
Si bien durante la época musulmana existió una muralla y la torre Bury al-Má, denominado por los portugueses Coracha de Barbaçote, no fue hasta  1766, cuando se reforma el espigón, dándole la anchura necesaria para instalar una batería. 
Sobre 1970 se construyó sobre él la sede del Club Natación Caballa.

## Descripción
Es un muro ancho de piedra, de 100 metros de longitud que se adentra en las aguas de la bahía sur desde la playa de la Ribera.